# Federico Bikoro
Federico Bicoro, né le 17 mars 1996 à Douala au Cameroun, est un footballeur international équatoguinéen qui évolue en tant que milieu de terrain.

## Biographie
Bikoro est né à Douala, au Cameroun, d'un père équatoguinéen et d'une mère camerounaise. À l'âge de 15 ans, ses parents décèdent dans un accident de la route. Pour aider financièrement sa famille, il décide d'abandonner ses études et son intention de devenir avocat. Il travaille comme maçon et charpentier avant de devenir finalement footballeur.

## Carrière

### En club
Bikoro commence sa carrière avec Akonangui FC, où il est connu sous le nom de Sisinio. En 2015, il rejoint Sony Elá Nguema et joue pour l'équipe en Ligue des champions de la CAF. Il joue également à la Cano Sport Academy.
Le 18 août 2017, Bikoro rejoint l'UD San Sebastián de los Reyes en troisième division. Il marque son premier but pour le club le 7 janvier de l'année suivante, égalisant lors d'une victoire à l'extérieur 3-1 contre la SD Ponferradina.
Le 31 janvier 2018, Bikoro signe pour le Lorca FC en Segunda División. Il joue son premier match professionnel le 11 mars, en commençant et en étant expulsé lors d'une défaite 1-3 contre le Real Zaragoza.
Le 24 juillet 2018, Bikoro rejoint le CD Teruel en troisième division. Le 11 juin suivant, il accepte un contrat de quatre ans avec le Zaragoza en deuxième division, mais est prêté au CD Badajoz le 16 janvier 2020.
Le 4 septembre 2020, Bikoro accepte un prêt d'un an au CD Numancia, récemment relégué en troisième division. Le 26 janvier suivant, après avoir rarement joué, il rejoint en prêt une autre équipe de la même ligue, le CF Badalona. En juillet 2021, il est prêté au Hércules.
Le 13 septembre 2023, Bikoro signe un contrat de deux ans avec le Club africain, sous forme de transfert libre, après la fin de son expérience avec le club norvégien Sandefjord.
Le 24 aout 2024, Bikoro rejoint le Raja Club Athletic en paraphant un contrat de deux saisons.

### En sélection nationale
Bikoro dispute sa première compétition internationale lors de la Coupe d'Afrique des nations 2021 au Cameroun. En décembre 2023, il est retenu dans la liste des vingt-sept joueurs équatoguinéens sélectionnés par Juan Micha pour disputer la Coupe d'Afrique des nations 2023.